# (74274) 1998 SZ116
(74274) 1998 SZ116 – planetoida z pasa głównego asteroid okrążająca Słońce w ciągu 4,34 lat w średniej odległości 2,66 j.a. Odkryta 26 września 1998 roku.